# Bernard Poignant
Pour les articles homonymes, voir Poignant.
Bernard Poignant, né le 19 septembre 1945 à Vannes (Morbihan), est un homme politique français.

## Biographie

### Études
Il a poursuivi des études à l'université Rennes-II, qui se sont terminées par l’obtention d’une agrégation d’histoire en 1970. Il travaille notamment sous la direction de Jean Delumeau dans le cadre d'un mémoire de DESS sur « Les Activités commerciales et la vie maritime à Saint-Malo en 1751 ». C'est à cette époque qu'il fait connaissance avec le futur ministre de la Défense Jean-Yves Le Drian, qui prépare lui aussi l'agrégation.

### Engagement au Parti socialiste et carrière parlementaire
En 1984, il milite au club Témoin aux côtés de François Hollande pour Jacques Delors.
Député européen depuis 1999, réélu en 2004, il préside à partir de cette date la délégation socialiste française au Parlement européen. Ses activités parlementaires l’ont conduit à travailler plus particulièrement sur le renforcement de la sécurité maritime et sur la réforme de la politique commune de la pêche après 2002.
Parallèlement à sa carrière professionnelle, son engagement politique l’a conduit à accepter diverses responsabilités tant au sein du PS que par des mandats électifs.
Il est coauteur, avec Nicole Péry, d'un rapport sur la Charte européenne des langues régionales ou minoritaires, réalisé à la demande du Premier ministre Lionel Jospin, pour permettre au gouvernement de ce dernier de signer cette Charte du Conseil de l'Europe, que certains socialistes accusaient jusqu'alors de contrevenir aux principes « républicains ».
En novembre 2006, il apporte officiellement son soutien à la candidature de Dominique Strauss-Kahn pour l'investiture socialiste en vue de l'élection présidentielle de 2007, après avoir regretté le retrait des candidatures de Lionel Jospin et de François Hollande
Il est le candidat de la gauche (PS-PCF-PRG-UDB-Kemper 2010-Démocrate du centre) aux élections municipales à Quimper en mars 2008 et gagne les élections le 16 mars 2008 face à la candidate UMP, Marcelle Ramonet.
Le 6 mai 2008, il cosigne un texte intitulé « Clarté, courage, créativité : pour un grand congrès socialiste », dont le premier signataire est le maire de Paris Bertrand Delanoë, dans la perspective du congrès de Reims du Parti socialiste en novembre 2008.

### Sous le quinquennat de François Hollande
À la suite de l'élection de François Hollande, il devient son conseiller intime à l'Élysée,.
Il fait part de ses réserves sur l'adoption par les couples du même sexe permise par le projet de loi sur le mariage pour tous, car « la seule question qui se pose ne concerne pas les adultes mais les enfants ». Il avance : « tout enfant, quel que soit le cadre de son éducation, doit savoir qu'il a un père et une mère, même s'il est élevé par deux hommes ou deux femmes. Un enfant se construit dans l'altérité des deux genres, féminin et masculin ». Il annonce qu'il respectera naturellement la loi si le projet est adopté et promulgué par le président de la République.
La liste qu'il conduit à l'élection municipale de 2014 à Quimper recueille 43,35 % contre 56,65 % à la liste de droite conduite par Ludovic Jolivet. Celui-ci lui succède le 6 avril 2014 et Bernard Poignant démissionne de ses fonctions de conseiller municipal le lendemain.
Le 21 mars 2017, il annonce qu'il soutient Emmanuel Macron, candidat En marche ! à l'élection présidentielle de 2017. Il quitte son poste au palais de l'Élysée deux jours plus tard.
Il écrit plusieurs fois dans l'année des éditos ou tribunes dans le Ouest-France et Le Télégramme.

## Responsabilités au Parlement européen
- Président de la délégation française du groupe socialiste au Parlement européen
- Membre de la Commission de la pêche
- Membre de la Commission du développement régional
- Membre suppléant de la Commission du contrôle budgétaire
- Membre de la Délégation pour les relations avec les pays de l'Asie du Sud-Est et l'Association des nations de l'Asie du Sud-Est (ANASE)
- Membre suppléant de la Délégation aux commissions de coopération parlementaire UE-Kazakhstan, UE-Kirghizistan et UE-Ouzbékistan et pour les relations avec le Tadjikistan, le Turkménistan et la Mongolie

## Responsabilités au Parti socialiste
- 1975-1978 : secrétaire de la section socialiste de Quimper
- 1978-1981 : premier secrétaire de la Fédération du Finistère du PS
- Depuis 1981 : membre du conseil national du PS
- 1985-1988 : président fondateur de la Fédération nationale des clubs « Convaincre » de Michel Rocard
- 1995 : membre de la direction de la campagne présidentielle de Lionel Jospin
- 1993-2001 : président de la Fédération nationale des élus socialistes et républicains (FNESER)

## Mandats électifs
Député européen
- 13/06/1999 - 12/06/2004 : député européen élu en France
- 13/06/2004 - 07/06/2009 : député européen de la circonscription « Ouest » de France

Député
- 21/06/1981 - 01/04/1986 : député de la première circonscription du Finistère
- 23/06/1988 - 01/04/1993 : député de la première circonscription du Finistère

Conseiller régional
- 02/04/1986 - 23/06/1988 : membre du conseil régional de Bretagne

Conseiller général
- 02/10/1988 - 19/03/1989 : membre du conseil général du Finistère

Conseiller municipal / maire
- 20/03/1989 - 18/03/2001 : maire de Quimper (Finistère)
- 19/03/2001 - 16/03/2008 : conseiller municipal de Quimper
- 16/03/2008 - 6/04/2014 : maire de Quimper

### Autres fonctions et mandats
- Secrétaire général de l’Association des maires de France jusqu’en novembre 1998.

Mandats intercommunaux
- 1995 - 2001 : président de la communauté d'agglomération Quimper Communauté
- 2001 - 2008 : membre du conseil communautaire
- 2008 - 2014 : président de la communauté d'agglomération Quimper Communauté

## Distinctions
- Officier de la Légion d'honneur (2022)[9]

## Sources
1. 1 2  Corinne Laurent, « François Hollande et Jean-Yves Le Drian, un tandem en première ligne au Mali », dans La Croix, 10 février 2013, consulté sur www.la-croix.com le 3 avril 2014.
2. ↑  Bernard Poignant, Les Activités commerciales et la vie maritime à Saint-Malo en 1751, DES d'Histoire, Rennes, 1966, 160 p., dirigé par : DELUMEAU, Jean.
3. ↑  À l'Élysée, le salon des recasés, lepoint.fr, 13 mai 2014.
4. ↑  Bernard Poignant, voisin et conseiller très spécial de François Hollande, lexpress.fr, 1er octobre 2012.
5. ↑  Bernard Poignant, l'oreille du président, lemonde.fr, 11 avril 2013.
6. ↑  Bernard Poignant. «On parle peu des enfants!», letelegramme.fr, 28 septembre 2012.
7. ↑  « Mariage pour tous : la gauche finalement pas si unanime » L'Express, 11 janvier 2013.
8. ↑  « Présidentielle. Poignant choisit Macron et quittera l'Élysée jeudi », ouest-france, 21 mars 2017.
9. ↑  Décret du 13 juillet 2022 portant promotion et nomination dans l'ordre national de la Légion d'honneur.